# 72.ª Brigada Mecanizada Independiente (Ucrania)
La 72.ª Brigada Mecanizada Independiente «Zaporogos Negros» es una unidad de élite de las Fuerzas Terrestres de Ucrania, reconocida por su historial de combate desde 2014 y su papel clave en la defensa del este del país durante la invasión rusa a gran escala. Nombrada en honor a los legendarios cosacos zaporogos, la brigada ha participado en batallas emblemáticas como la defensa del Aeropuerto de Donetsk, Avdiivka y, más recientemente, Vuhledar, donde resistió intensos asaltos rusos hasta su retirada en octubre de 2024 tras casi dos años de combates continuos. Su estructura incluye múltiples batallones mecanizados, infantería motorizada, artillería autopropulsada, lanzacohetes , defensa antiaérea , unidades de drones como y capacidades de guerra electrónica. La brigada ha demostrado eficacia en operaciones defensivas y ofensivas, destacando en la destrucción de convoyes rusos mediante el uso coordinado de drones y artillería. 